# Iggesund
Iggesund – miejscowość (tätort) w Szwecji, w regionie administracyjnym (län) Gävleborg, w gminie Hudiksvall.
Według danych Szwedzkiego Urzędu Statystycznego liczba ludności wyniosła: 3419 (31 grudnia 2015), 3438 (31 grudnia 2018) i 3444 (31 grudnia 2019).